# Liulou (socken i Kina, Henan)
Liulou (kinesiska: 刘楼, 刘楼乡) är en socken i Kina. Den ligger i provinsen Henan, i den centrala delen av landet, omkring 150 kilometer öster om provinshuvudstaden Zhengzhou. Antalet invånare är 35 234. Befolkningen består av 17 739 kvinnor och 17 495 män. Barn under 15 år utgör 22,0 %, vuxna 15-64 år 69 %, och äldre över 65 år 8,0 %.
Genomsnittlig årsnederbörd är 879 millimeter. Den regnigaste månaden är juli, med i genomsnitt 185 mm nederbörd, och den torraste är januari, med 6 mm nederbörd.